# إيلاج القبضة
إيلاج القبضة (بالإنجليزية: Fisting)‏، هو ممارسة جنسية تُدخَل فيها قبضة اليد بالكامل في المهبل أو الشرج. عندما يكتمل الإيلاج، يمكن إما فرد الأصابع أو إبقائها على شكل قبضة. يُكرر إخراج وإدخال اليد ببطء لزيادة المتعة. يمكن القيام بهذه الممارسة بدون رفيق.
إيلاج القبضة المزدوج يجري عند بعض النساء المتمرسات بإيلاج يد في المهبل ويد أخرى في الشرج بنفس الوقت. وغالبا ما يتضمن الإيلاج الشرجي اتصال مباشر لليد مع البراز، مما قد يزيد الإثارة عند البعض.

## مخاطر صحية
معظم الممارسات التي تسبب دخول الهواء إلى المهبل تشكل خطورة، تزداد ازديادًا كبيرًا أثناء الحمل. الإيلاج الشرجي قد يسبب إصابات بالغة تحتاج عناية طبية إذا لم يمارس بعناية، وقد تسبب الوفاة إذا أُهمِلَت. تُستعمَل قفازات جلدية ومزلقات عند القيام بهذه الممارسة لتجنب العدوى أحيانًا.